# Liste der Baudenkmale in Kröpelin
In der Liste der Baudenkmale in Kröpelin sind alle Baudenkmale der Stadt Kröpelin (Landkreis Rostock) und ihrer Ortsteile aufgelistet (Stand 10. Februar 2021).

## Legende
In den Spalten befinden sich folgende Informationen:
- ID-Nr: Die Nummer wird von den Denkmalämtern der Landkreise vergeben. Wenn sie nicht bekannt ist, bleibt die Spalte leer. In dieser Spalte kann sich zusätzlich das Wort Wikidata befinden, der entsprechende Link führt zu Angaben zu diesem Denkmal bei Wikidata.
- Lage: die Adresse des Denkmales und die geographischen Koordinaten.
Link zu einem Kartenansichtstool, um Koordinaten zu setzen. In der Kartenansicht sind Denkmale ohne Koordinaten mit einem roten bzw. orangen Marker dargestellt und können in der Karte gesetzt werden. Denkmale ohne Bild sind mit einem blauen bzw. roten Marker gekennzeichnet, Denkmale mit Bild mit einem grünen bzw. orangen Marker.
- Bezeichnung: Bezeichnung, so wie sie in den offiziellen Listen der Denkmalämter steht. Ein Link hinter der Bezeichnung führt zum Wikipedia-Artikel über das Denkmal. Wenn die Bezeichnung der Denkmalämter inhaltlich fehlerhaft ist, ist in der Spalte „Beschreibung“ darauf hinzuweisen.
- Beschreibung: Beschreibung des Denkmales
- Bild: ein Bild des Denkmales und gegebenenfalls einen Link zu weiteren Fotos des Denkmals im Medienarchiv Wikimedia Commons

## Baudenkmale in den Ortsteilen

### Kröpelin
| ID  | Lage                         | Bezeichnung                                                                   | Beschreibung | Bild                                       |
| --- | ---------------------------- | ----------------------------------------------------------------------------- | --- | ------------------------------------------ |
| 406 | Am Markt 1 (Karte)           | Rathaus                                                                       | 2-gesch. klassizistischer Putzbau mit seitl. 3-gesch. Flügel und mit Mansarddach mit Erker. | Rathaus                                    |
| 407 | Am Markt 3 (Karte)           | Wohn- und Geschäftshaus                                                       | | Wohn- und Geschäftshaus                    |
| 408 | Bahnhofstraße (Karte)        | Bahnhof mit Empfangsgebäude, Güterschuppen, Einfriedung mit Bahnsteighäuschen | | Weitere Bilder                             |
| 409 | Hauptstraße 4 (Karte)        | Wohnhaus                                                                      | | Wohnhaus                                   |
| 410 | Hauptstraße 11 (Karte)       | Wohnhaus mit Hofgebäude                                                       | | Wohnhaus mit Hofgebäude                    |
| 411 | Hauptstraße 20 (Karte)       | Wohn- und Geschäftshaus                                                       | | Wohn- und Geschäftshaus                    |
| 412 | In den Hören 1 (Karte)       | Wohn- und Geschäftshaus                                                       | | Wohn- und Geschäftshaus                    |
| 413 | Nähe Städtischer Friedhof    | Jüdischer Friedhof                                                            | | Weitere Bilder                             |
| 414 | Hinter dem Rathaus (Karte)   | Kirche mit Kirchhof und 2 Kriegerdenkmalen                                    | Gotische Backsteinkirche mit zweijochigem, Chor vom 13. Jahrhundert mit Kreuzrippengewölbe; einschiffiges, dreijochiges Langhaus vom 14. Jh. auf Feldsteinsockel.; Südvorhalle mit reichem Zinnengiebel vom 15. Jh.; Westturm vom 15. Jh. mit neuerem Obergeschoss und Turmhelm von 1883; Innen: Bronze-Taufbecken von 1508, barocke Kanzel von 1786, neugotische Altarwand von 1857, Orgel von 1845. | Kirche mit Kirchhof und 2 Kriegerdenkmalen |
| 418 | Wismarsche Straße 5 (Karte)  | Schule                                                                        | | Schule                                     |
| 419 | Wismarsche Straße 28 (Karte) | Villa                                                                         | | Villa                                      |
| 420 | Wismarsche Straße 30 (Karte) | Villa                                                                         | | Villa                                      |

### Altenhagen
| ID | Lage                 | Bezeichnung                                                   | Beschreibung | Bild                                                          |
| -- | -------------------- | ------------------------------------------------------------- | --- | ------------------------------------------------------------- |
| 9  | Hof 2/6b/7/8 (Karte) | Gutshaus mit Kuhstall und Pferdestall (rechts an der Zufahrt) | Zweigeschossiger Putzbau, um 1857 im neogotischen Stil erbaut. Besitzer war seit 1882 die Familie Graf von Polier. Das Gutshaus heute im Besitz der Gemeinde Altenhagen. Bis 2001 von innen und außen saniert und Gaststätte, Festsaal und Gemeinderäume eingerichtet. | Gutshaus mit Kuhstall und Pferdestall (rechts an der Zufahrt) |

### Brusow
| ID  | Lage                         | Bezeichnung                            | Beschreibung | Bild |
| --- | ---------------------------- | -------------------------------------- | ------------ | ---- |
| 173 | Abzweig von B 105 bis Brusow | Kopfsteinpflasterstraße mit Ahornallee |              |      |

### Groß Siemen
| ID  | Lage                      | Bezeichnung       | Beschreibung | Bild              |
| --- | ------------------------- | ----------------- | ------------ | ----------------- |
| 812 | An der Sieme 9-10 (Karte) | Scheune           |              |                   |
| 296 | An der Sieme 13 (Karte)   | Gutshaus mit Park |              | Gutshaus mit Park |
| 296 | An der Sieme 16 (Karte)   | Fachwerkscheune   |              | Fachwerkscheune   |
| 297 | An der Sieme 22 (Karte)   | Gutskaten         |              | Gutskaten         |

### Jennewitz
| ID  | Lage                | Bezeichnung | Beschreibung                                                                           | Bild     |
| --- | ------------------- | ----------- | -------------------------------------------------------------------------------------- | -------- |
| 356 | Hofstraße 4 (Karte) | Gutshaus    | Gutshaus der Domäne Jennewitz der Herzöge von Schwerin. Wohnhaus der Pächter von 1872. | Gutshaus |

### Klein Nienhagen
| ID  | Lage                           | Bezeichnung                                                           | Beschreibung | Bild                                                                  |
| --- | ------------------------------ | --------------------------------------------------------------------- | --- | --------------------------------------------------------------------- |
| 384 | Ahornallee 10/11/12/14 (Karte) | Gutshof mit Gutshaus, Wohn-Stallgebäude, Wohnhaus, großem Pferdestall | 2-gesch., 8-achs., 1923 umgebauter Putzbau mit Walmdach und Mittelrisalit; Stallgebäude von 1913; Gutsanlage seit 1998 Ferien- und Pferdehof; Gut u. a. der Familien von der Lühe (Adelsgeschlecht) (vor 1715), Oertzen (Adelsgeschlecht) (bis 1790), von Bülow (Adelsgeschlecht) (1802), Ferdinand Graf von Polier (1910–1945). | Gutshof mit Gutshaus, Wohn-Stallgebäude, Wohnhaus, großem Pferdestall |

### Klein Siemen
| ID  | Lage                        | Bezeichnung                           | Beschreibung                                                                            | Bild                                  |
| --- | --------------------------- | ------------------------------------- | --------------------------------------------------------------------------------------- | ------------------------------------- |
| 387 | Am Hofteich 5 (Karte)       | Gutshaus mit Lindenallee und Vorplatz | 2-gesch. Putzbau von um 1856 mit hohen Sockelgeschoss; Gut der Familie von Bar (1892–?) | Gutshaus mit Lindenallee und Vorplatz |
| 388 | Ortszufahrt zu Klein Siemen | Pflasterstraße mit Kastanienallee     |                                                                                         | Pflasterstraße mit Kastanienallee     |

### Parchow Ausbau
| ID  | Lage                     | Bezeichnung | Beschreibung | Bild |
| --- | ------------------------ | ----------- | ------------ | ---- |
| 567 | Am Ellernbruch 2 (Karte) | Hallenhaus  |              |      |

### Schmadebeck
| ID  | Lage                             | Bezeichnung                                                        | Beschreibung | Bild                                                               |
| --- | -------------------------------- | ------------------------------------------------------------------ | ------------ | ------------------------------------------------------------------ |
| 647 | Satower Straße 2 (Hof 4) (Karte) | Bauernhof mit Wohnhaus, 2 Stallscheunen (davon eine mit Göpelwerk) |              | Bauernhof mit Wohnhaus, 2 Stallscheunen (davon eine mit Göpelwerk) |
| 648 | Satower Straße 4 (Karte)         | Hallenhaus                                                         |              |                                                                    |
| 649 | Satower Straße 15 (Karte)        | Wohnhaus mit Stallteil (ehem. Büdnerei)                            |              |                                                                    |

### Wichmannsdorf
| ID  | Lage                    | Bezeichnung      | Beschreibung | Bild             |
| --- | ----------------------- | ---------------- | --- | ---------------- |
| 763 | Schlossstraße 1 (Karte) | Schloss mit Park | 3-gesch. verputztes neoklassizistisches Herrenhaus von 1909 bis 1911 nach Plänen von Paul Korff mit 4-gesch. mittigem Giebelrisalit und zwei seitl. nach 1945 veränderte Giebeln; Wappen der Oertzen (Adelsgeschlecht) im Dreiecksgiebel; Park nach Plänen von Gartenarchitekt Habig; nach 1945 Schule und Flüchtlingswohnungen, ab 1977 Kultureinrichtung, nach 2002 Sanierung u. a. auch für Ferienwohnungen. | Schloss mit Park |

## Ehemalige Denkmale

### Kröpelin
| ID | Lage                      | Bezeichnung      | Beschreibung | Bild             |
| -- | ------------------------- | ---------------- | --- | ---------------- |
|    | Gartenweg (Karte)         | Windmühle        | Erdholländermühle von 1876 ohne Flügel und Windrose, Nutzung als Wohnung. In der Denkmalliste von 2021 sind beide Kröpeliner Mühlen nicht enthalten.                                              | Windmühle        |
|    | Am Kirchenplatz 2 (Karte) | Pfarrhaus        | Fachwerkbau von 1739, Anfang 2018 abgerissen | Pfarrhaus        |
|    | Schulstraße (Karte)       | Kröpeliner Mühle | Galerieholländer-Windmühle von 1904; durch ihre Lage mit Hügel und Senke spricht man von der „Versenkbaren“ Windmühle. In der Denkmalliste von 2021 sind beide Kröpeliner Mühlen nicht enthalten. | Kröpeliner Mühle |